# Leandro Locsín
Leandro Locsín y Valencia (Silay, 15 de agosto de 1928-Macati, 15 de noviembre de 1994) fue un arquitecto filipino. 

## Trayectoria

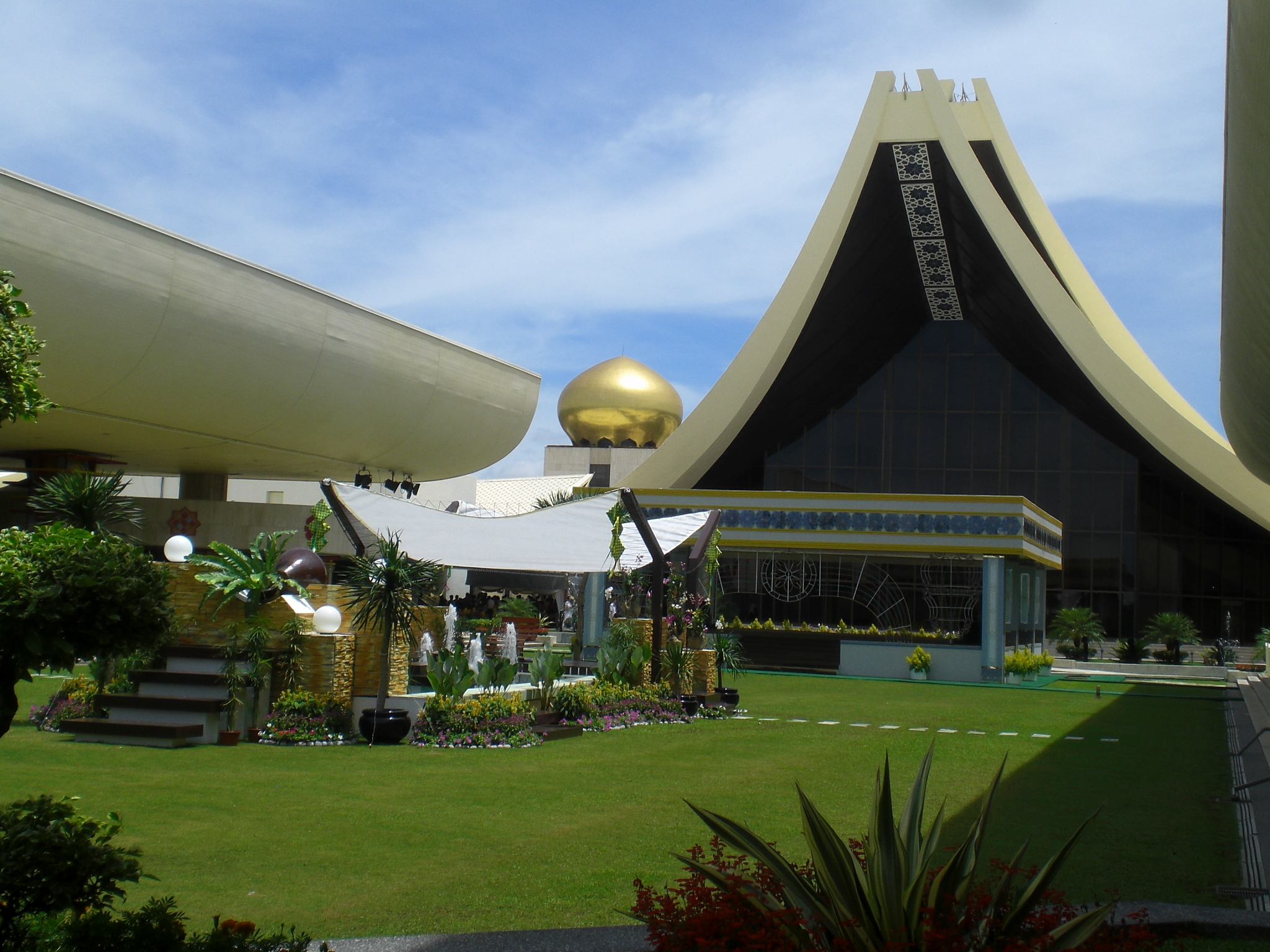
Palacio de Nurul Iman, Bandar Seri Begawan, Brunéi (1984)

Estudió en la Universidad de Santo Tomás de Manila. Fue autor del Centro Cultural de Filipinas (1966-1976), un complejo compuesto de varios edificios como el Teatro de Arte Dramático (1969), el Centro de Diseño y el Teatro de Arte Folclórico (1974). Otras obras suyas fueron: la iglesia del Santo Sacrificio en Ciudad Quezon (1955), el Museo Ayala en Macati (1967), la iglesia de San Andrés Apóstol en Macati (1968), el pabellón de Filipinas para la Exposición General de primera categoría de Osaka (1970), el Centro Internacional de Convenciones en Manila (1974-1976), la remodelación del Hotel Manila (1975), el Philippine Plaza Hotel (1976), la nueva terminal del Aeropuerto Internacional Francisco Bangoy en Dávao (1980) y el palacio de Nurul Iman en Bandar Seri Begawan, Brunéi (1984).
Cercano al neobrutalismo, las obras de Locsin destacan por su monumentalidad y su carácter nacionalista, exaltador de la cultura filipina, fusionando la tradición local con un sello de modernidad. Sus obras tienen por otro lado una apariencia escultórica, en busca de la obra de arte total.
En 1990 fue nombrado Artista Nacional de Filipinas. En 1992 recibió el Premio de la Cultura Asiática de Fukuoka.